# Mars Climate Orbiter

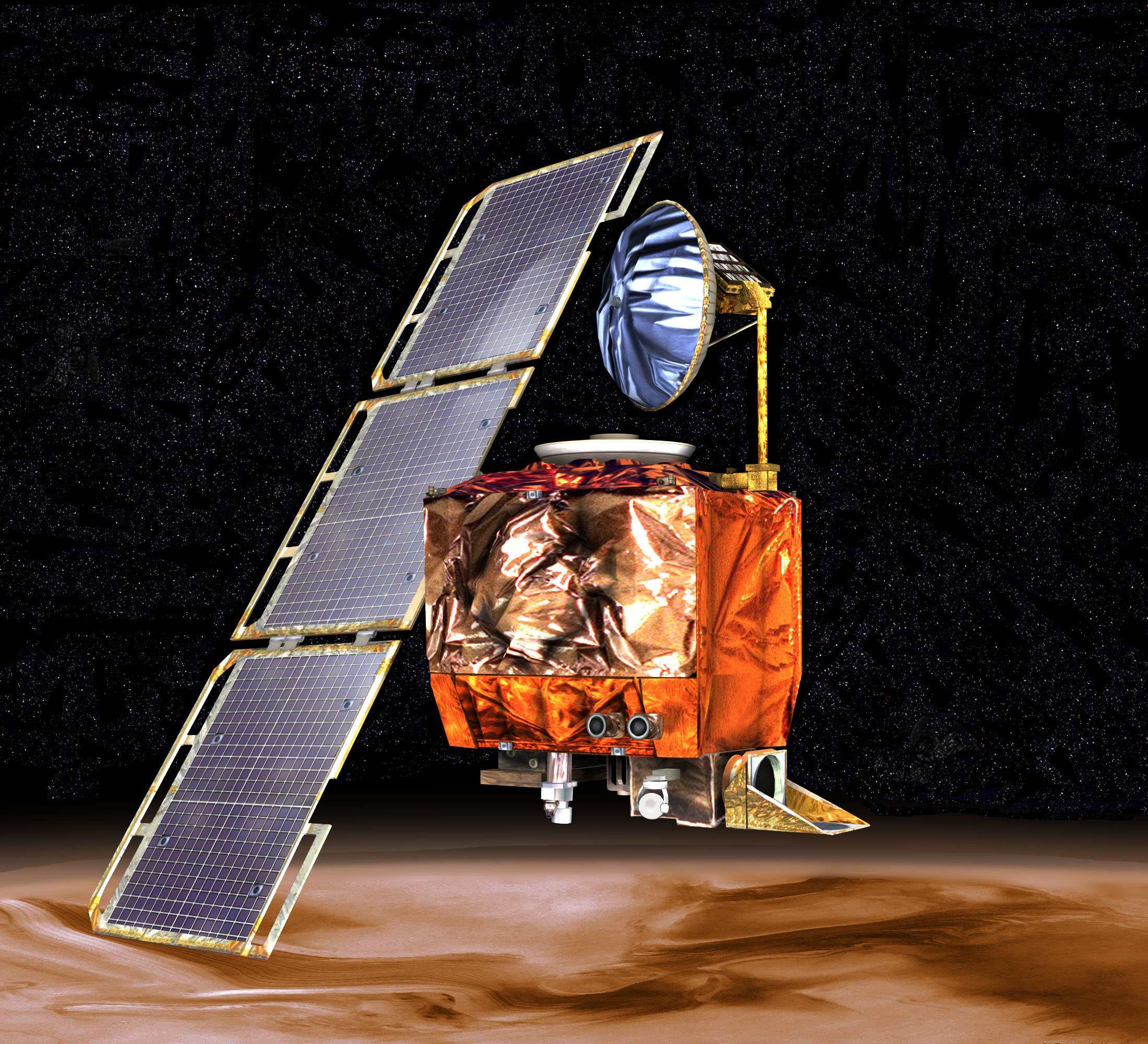
Illustratie van de Mars Climate Orbiter

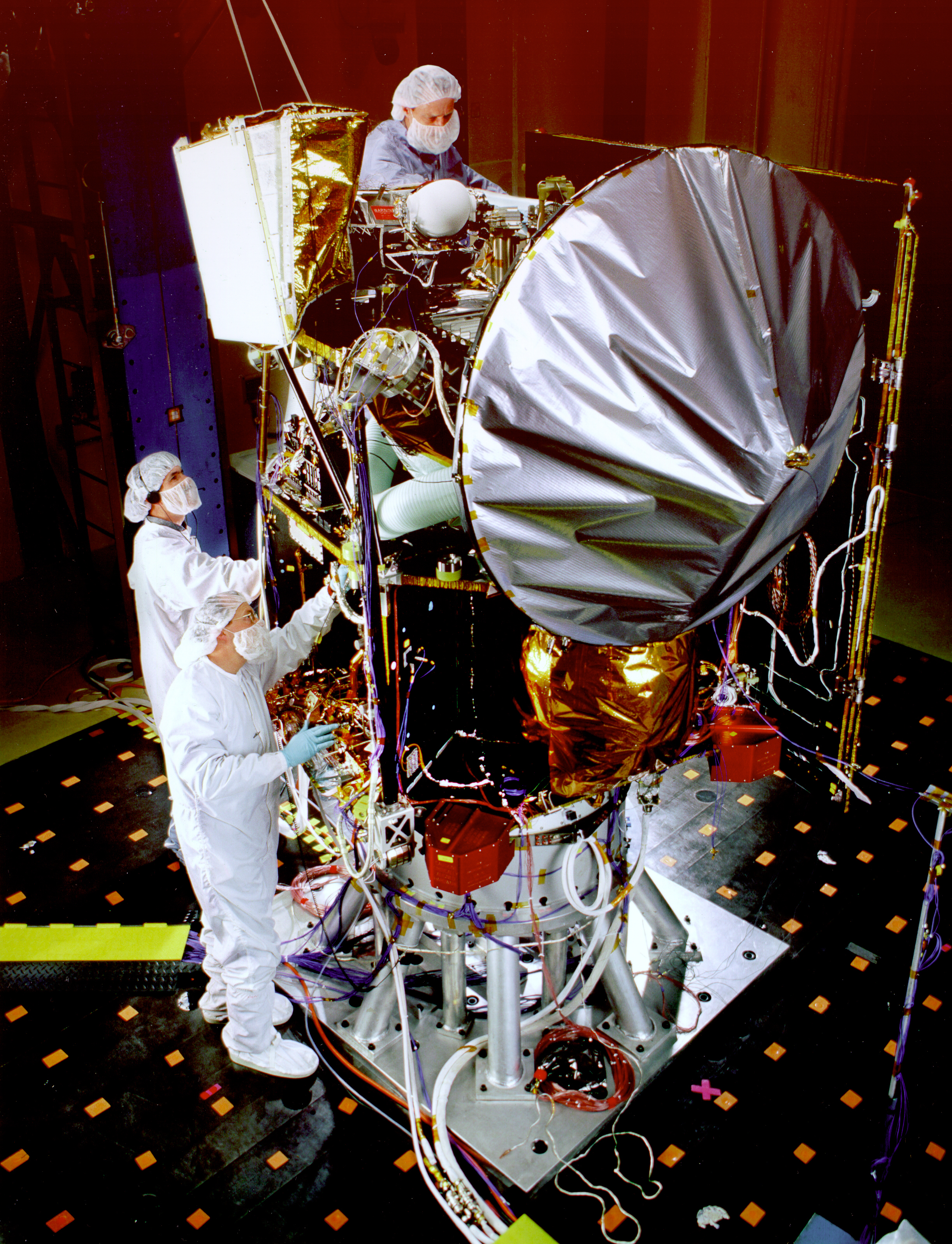
De Mars Climate Orbiter op 27 mei 1998

De Mars Climate Orbiter (MCO), oorspronkelijk Mars Surveyor '98 Orbiter geheten, was een mislukte Amerikaanse missie naar de planeet Mars in 1998-1999.
De Mars Climate Orbiter was een onbemande ruimtesonde die op 11 december 1998 gelanceerd werd naar Mars door NASA als onderdeel van het Mars Surveyor '98-programma. Het doel van de ruimtesonde was het klimaat van Mars, de atmosfeer en veranderingen in het planeetoppervlak te bestuderen. Tevens zou de Mars Climate Orbiter dienen als communicatieschakel tussen het controlecentrum van NASA en de Mars Polar Lander.
Op 23 september 1999, terwijl de Mars Climate Orbiter een baan rond Mars aannam, verloor NASA het contact met de ruimtesonde, die vermoedelijk vernietigd werd in de atmosfeer. Het verlies van de ruimtesonde bleek veroorzaakt door menselijke fouten. De hoofdreden was een rekenfout: de berekeningen voor de stuurmotoren werden uitgevoerd met een eenheid van het Brits-Amerikaanse maatsysteem, pond-seconden (lbf×s), in plaats van newton-seconden (N×s) zoals in de software was ingeprogrammeerd. Hierdoor benaderde de ruimtesonde Mars veel te laag en brandde ze op in de atmosfeer.

## Beschrijving

### Doelen
De belangrijkste wetenschappelijke doelen van de missie waren onder meer:
- de verspreiding van water op Mars vast te stellen
- de dagelijkse weer- en atmosfeerveranderingen te volgen
- veranderingen in het planeetoppervlak door wind en andere atmosferische effecten te meten
- temperatuurprofielen van de atmosfeer vast te stellen
- waterdamp en stof in de afmosfeer meten
- zoeken naar bewijs voor vroegere klimaatveranderingen

### Kosten
De missie kostte in totaal 327,6 miljoen dollar, waaronder 193,1 miljoen dollar voor de ontwikkeling van de ruimtesonde, 91,7 miljoen dollar voor de lancering en 42,8 miljoen dollar voor de missie zelf.

### Ontwerp

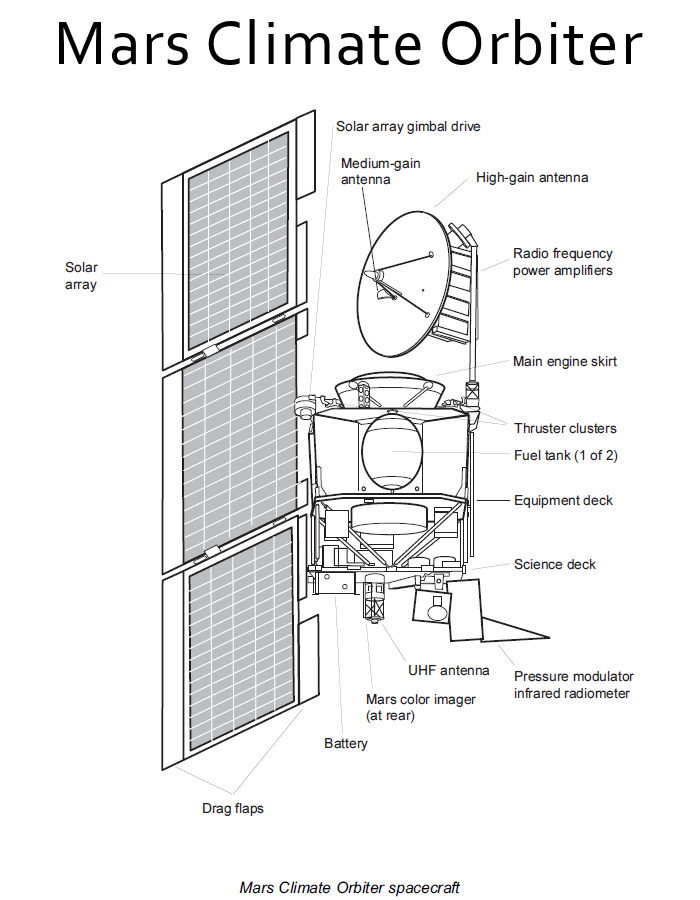
Diagram van de ruimtesonde

De Mars Climate Orbiter woog 338 kilogram. Bij de lancering woog het 638 kilogram, inclusief brandstof. Het hoofddeel van de ruimtesonde was 2,1 meter in hoogte, 1,6 meter in breedte en 2 meter in diepte, en werd samengesteld uit honingraatpanelen van vezelversterkte kunststof en aluminium, dat ook veel in commerciële vliegtuigen wordt toegepast. Voor alle belangrijke systemen, behalve de wetenschappelijke instrumenten, accu's en hoofdmotor, werden vervangingssystemen ingebouwd.
De ruimtesonde had acht kleine raketmotoren (thrusters) die hydrazine als brandstof gebruikten. Vier van deze motoren werden gebruikt om koerscorrecties te maken en de andere vier dienden om de hoogte te veranderen. Daarnaast had de sonde drie reactiewielen (een type vliegwiel) om mee te sturen. De hoofdraketmotor diende om de ruimtesonde in een baan rond Mars te brengen. Deze LEROS 1B-motor maakte gebruik van de reactie tussen hydrazine en distikstoftetraoxide om 640 N voorstuwing te genereren. Om de orientatie te bepalen had de ruimtesonde verschillende instrumenten aan boord, waaronder instrumenten om de positie tot de Zon en andere sterren te bepalen.
Met een richtantenne van 1,3 meter kon de Mars Climate Orbiter via het Deep Space Network communiceren met het NASA-controlecentrum op de Aarde. Om de kosten te drukken werd een radiozender gebruikt die oorspronkelijk voor Cassini-Huygens was ontworpen. De Mars Climate Orbiter omvatte ook een UHF-zender om te kunnen communiceren met de Mars Polar Lander.
Drie zonnepalen voorzagen de ruimtesonde van elektriciteit. In uitgeklapte stand waren de zonnepanelen 5,5 meter lang. Ze konden 500 W elektriciteit genereren, die opgeslagen werd in nikkel-waterstof-accu's. De zonnepanelen werden ook gebruikt voor aerobraking om de ruimtesonde af te remmen totdat het een baan rond Mars had aangenomen.
Om de computertechnologie aan boord van de ruimtesonde te versimpelen ten opzichte van eerdere missies, werd een enkele computer geïnstalleerd. Deze computer had een IBM RAD6000-processor, die ook in een reeks andere NASA-ruimtevaartuigen gebruikt is. Voor dataopslag werd 128MB RAM en 18MB flashgeheugen gebruikt. Het flashgeheugen was bedoeld voor de belangrijkste informatie, waaronder driedubbele kopieën van de vluchtsysteemsoftware.

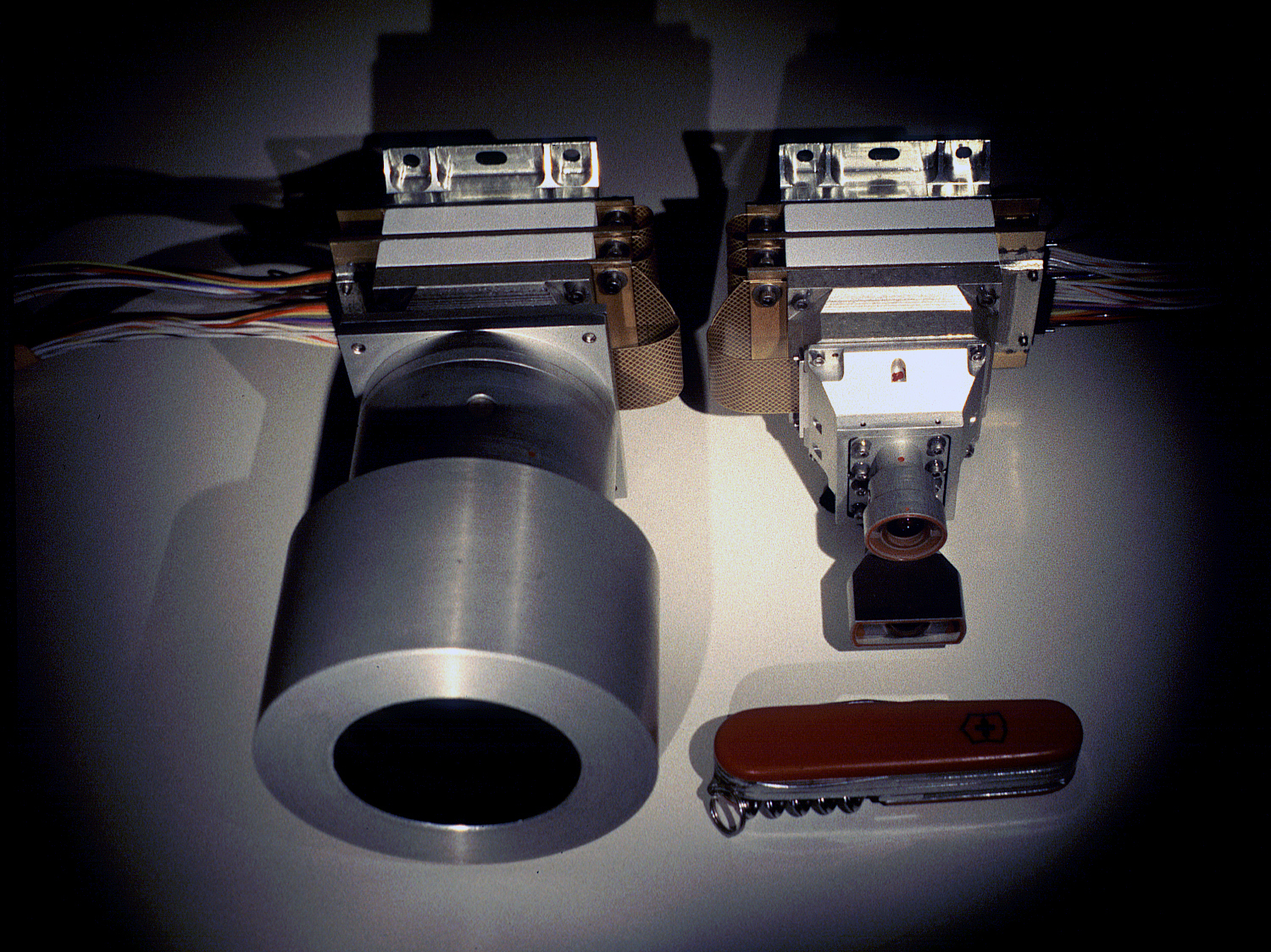
De Mars Color Imager (MARCI)

Wetenschappelijke instrumenten aan boord waren:
- Pressure Modulated Infrared Radiometer (PMIRR), een infrarood-radiometer om temperatuurveranderingen, stof en waterdamp in de atmosfeer te meten.
- Mars Color Imager (MARCI), een systeem van twee camera's om foto's van het oppervlak en de atmosfeer van Mars te nemen, met een resolutie onder de beste omstandigheden tot 1 kilometer.

## Geschiedenis

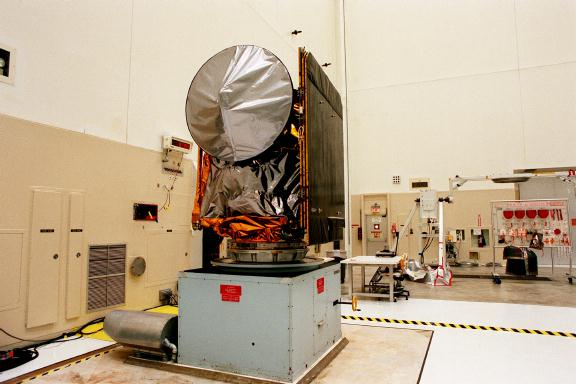
De ruimtesonde in NASA's Spacecraft Assembly and Encapsulation Facility 2, 13 november 1998

Na een eerdere mislukte missie naar Mars, de Mars Observer (1992-1993), en met oog op de steeds grotere kostenpost die het internationale ruimtestation ISS voor NASA vormde, besloot NASA zich te richten op het bouwen van kleinere, goedkopere ruimtesonden voor onderzoek van andere planeten. In 1996 werd de Mars Global Surveyor, die maar zo'n 1000 kilo woog, gelanceerd om de planeet Mars in kaart te brengen en geologische data te verzamelen. Hierna richtte NASA zich op de Mars Climate Observer, die het klimaat en de atmosfeer van de planeet zou onderzoeken.

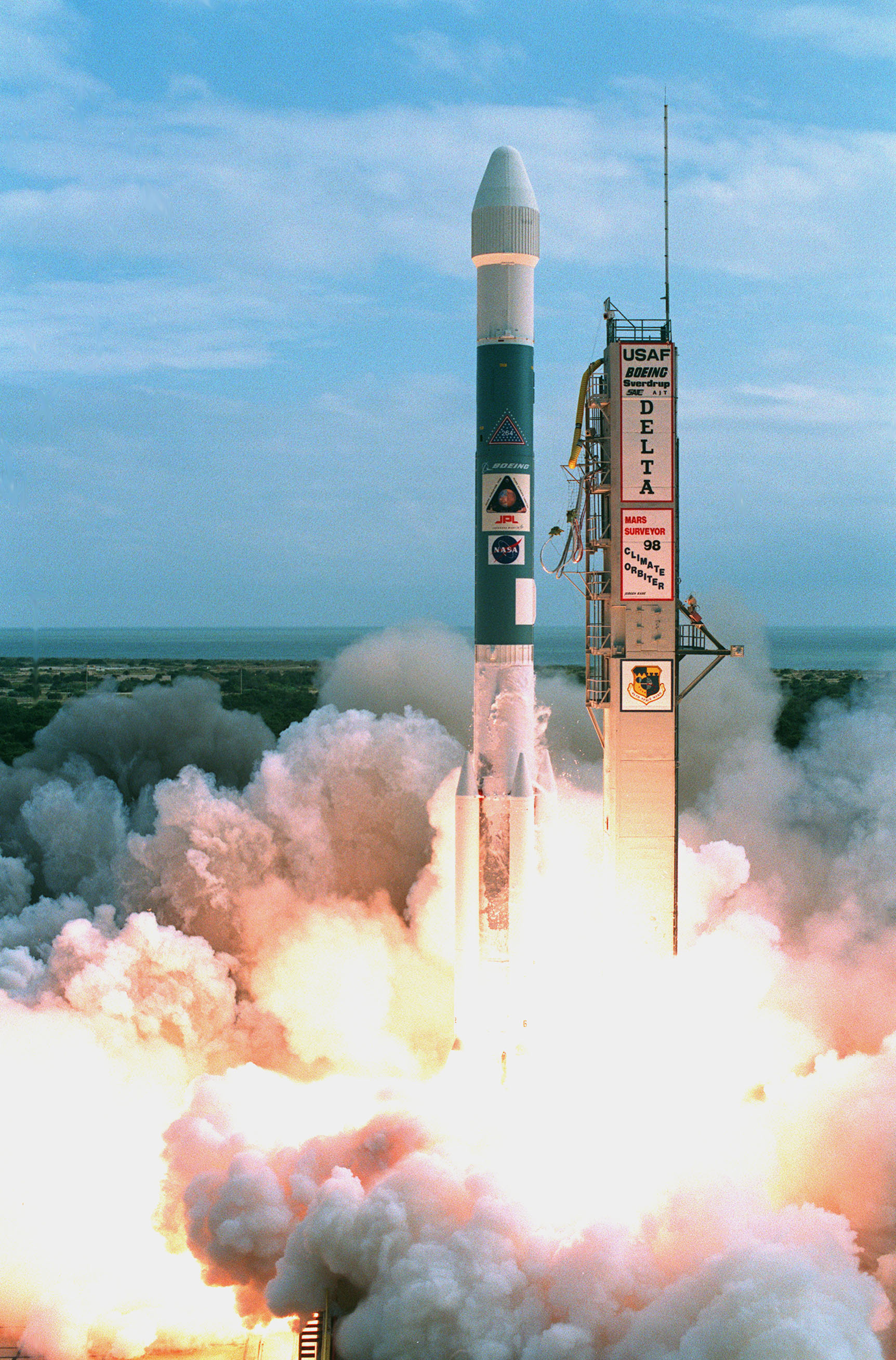
De lancering op 11 december 1998

De ruimtesonde werd gelanceerd op 11 december 1998 vanaf Cape Canaveral met een Delta II-draagraket. Na 42 minuten werd de ruimtesonde in een Hohmann-transferbaan rond de Aarde gebracht. Van hieruit werd de ruimtesonde met een snelheid van 5,5 kilometer per seconde richting Mars geschoten.
Op 23 september 1999 begon de ruimtesonde de manoeuvre om een baan rond Mars aan te nemen. NASA verloor het radiocontact met de ruimesonde toen ze achter Mars verdween, 49 seconden eerder dan verwacht. Hierna lukte het NASA niet de communicatie met de ruimtesonde te herstellen. 
Na een onderzoek werd op 10 november 1999 een rapport vrijgegeven waarin de vermoedelijke reden voor de mislukking werd beschreven. Op 15 september 1999 werd een manoeuvre uitgevoerd om de ruimtesonde op de ideale hoogte te brengen voordat ze een baan ronde Mars aannam. De ruimtesonde zou hierdoor op een hoogte van 226 kilometer zijn bij het begin van de manoeuvre om de ruimtesonde in een baan rond Mars te brengen. Een etmaal voor het begin van de manoeuvre bleek de ruimtesonde veel lager te zijn, op een hoogte van 110 kilometer, en bij het begin van de manoeuvre werd de hoogte uitgerekend op maar 57 kilometer boven het planeetoppervlak, terwijl 80 kilometer de minimale hoogte werd geacht om de manoeuvre veilig te kunnen uitvoeren.
De software aan boord van de ruimtesonde was geschreven om instructies voor de stuurmotoren te accepteren met stoot in newton-seconden (N×s), een metrieke eenheid. De software bij het NASA-controlecentrum die de berekeningen voor de stuurmotoren uitvoerde maakte echter gebruik van een eenheid van het Brits-Amerikaanse maatsysteem, pondkracht-seconde (lbf×s). Deze fout staat sindsdien bekend als metric mixup (verwarring van meeteenheden). Daarnaast was er volgens het onderzoeksrapport slechte communicatie tussen het navigatieteam en het operatieteam. De fout werd opgemerkt door het navigatieteam maar alleen gecommuniceerd via e-mail en niet volgens de formele rapportageprocedure. Ook had het operatieteam te weinig gedetailleerde kennis van het ruimtevaartuig om het probleem te begrijpen en serieus te nemen.
Ook de Mars Polar Lander-missie, die gelijktijdig werd uitgevoerd, bleek een mislukking. Tijdens de landing op Mars op 3 december 1999 verloor NASA het contact met de lander. Na het mislukken van de Mars Climate Orbiter en Mars Polar Lander, besloot NASA in 2000 om de geplande Mars Surveyor 2001 Lander-missie te schrappen. Wel werd deze lander aangepast en hergebruikt als de Phoenix, die in 2008 op Mars landde.
De klimaat- en atmosfeeronderzoeksdoelen van de Mars Climate Orbiter werden opgepakt door een nieuwe ruimtesonde naar Mars, de Mars Reconnaissance Orbiter, die in november 2006 met succes in een baan rond Mars werd gebracht.